# Глинка, Василий Алексеевич
Василий Алексеевич Гли́нка (3 [14] августа 1790 — 4 [16] июля 1831) — русский архитектор, мастер петербургского классицизма, ассоциируемый с александровским ампиром; зять скульптора Ивана Мартоса. Строитель Ингербургских и Смоленских ворот в Гатчине, руководитель перестройки особняка Румянцева в Петербурге. Академик (с 1830) и профессор (с 1831) Императорской Академии художеств.

## Биография
Василий Глинка родился 3 августа 1790 года в семье майора. Образование получил в Императорской Академии художеств, куда поступил в 1798 году; получил здесь в 1807, 1808 и 1810 гг. три вторые серебряные медали, в 1810 году первую серебряную медаль и в 1812 году — большую золотую медаль за работу на заданную программу («план для общественного увеселения жителей столичного города»). В том же году выпущен с аттестатом 1-й степени и шпагой и был оставлен при Академии пенсионером.
В 1817 году Василий Глинка как пенсионер Академии художеств был командирован в Италию. По отзыву президента Академии Алексея Оленина (в 1819), донесения Глинки из Италии «осторожны, заключения его основательны, не резкие» и показывают в нем человека, «судящего по некоторому уже опыту». В 1821 году Римская академия художеств за представленные им рисунки мавзолеев Августа и Адриана избрала его своим членом. В этом году, как видно из его донесений, он путешествовал по Италии и собирался из Рима ехать в Северную Италию и Южную Францию, а затем в Париж для изучения архитектуры.
По возвращении из-за границы Глинка получил в 1824 году место архитектора при Кабинете Его Величества. В 1826–1831 годах по его проекту был перестроен особняк графа Николая Румянцева на Английской набережной, завещанный знаменитым дипломатом под обустройство публичного музея. В 1829 году Академия откомандировывала к нему учеников для практических занятий.
В 1830 году он получил звание академика (за вышеупомянутые мавзолеи, Румянцевский особняк, проекты лютеранской церкви Святого Петра, Сената и другие работы), а 10 января 1831 года и должность профессора 2-й степени Академии по классу архитектуры «по уважению познаний в архитектуре и произведенным им здесь важным работам».
В октябре 1830 года, незадолго до своей скоропостижной смерти, Глинка женился на дочери знаменитого скульптора ректора Ивана Мартоса, Екатерине Ивановне (род. 1815). Он умер 4 июля 1831 года в Петербурге от холерного поветрия. Мартос устроил пышные похороны и на Смоленском кладбище (уч. 91, Гельсингфорсская дорожка) установил на могиле зятя богатый памятник. К вдове Глинки сватался ученик Мартоса барон Пётр Клодт, но после отказа женился на её племяннице.

## Память о Глинке
В городе Пушкине одна из улиц названа в его честь.